# Houston Rockets
Die Houston Rockets sind eine Mannschaft der nordamerikanischen Basketball-Profiliga NBA. Die Rockets (dt.: „Raketen“) wurden 1967 in San Diego, Kalifornien als San Diego Rockets gegründet. 1971 wurde das Team nach Houston verkauft.

## Geschichte

### San Diego Rockets (1967–1971)
Die San Diego Rockets traten 1967 als Expansion Team der NBA bei. Der erste Spieler, den die Rockets im NBA Draft verpflichteten, war der spätere Hall-of-Fame-Trainer Pat Riley. Ihre erste Saison schlossen die Rockets jedoch mit nur 15 Siegen ab. Ein Jahr darauf, beim NBA-Draft 1968, zogen die Rockets mit dem ersten Pick Elvin Hayes den ersten Star der Mannschaft. Dieser führte die Rockets 1969 zu ihrer ersten Playoff-Teilnahme, jedoch scheiterten sie an den Atlanta Hawks. Im NBA-Draft 1970 kam mit Rudy Tomjanovich ein wichtiger Spieler zum Team, der das Gesicht des Franchises auf Jahrzehnte prägen sollte.
Trotz Hayes, Tomjanovich und Point Guard Calvin Murphy blieb in den Jahren danach der sportliche Erfolg aus. Ebenso hatte die Mannschaft mit niedrigen Besucherzahlen bei Heimspielen zu kämpfen. Dies veranlasste den damaligen Besitzer Robert Breitbard, die Mannschaft zu verkaufen. Das Franchise wurde von einer texanischen Investment-Group für 5,6 Millionen US-Dollar aufgekauft und 1971 nach Houston umgesiedelt. Damit hatte Texas zum ersten Mal in der Geschichte ein NBA Team.

### Erste Jahre in Houston und Moses Malone Ära (1971–1982)

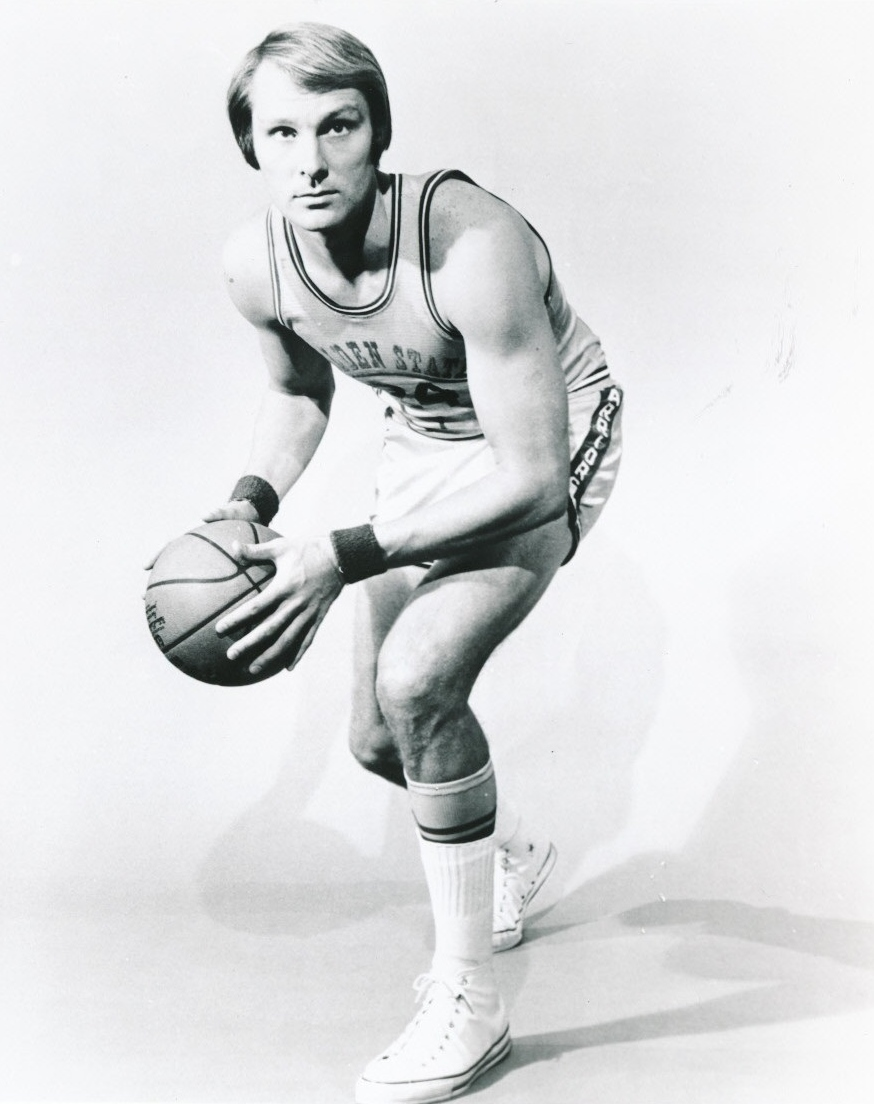
Rick Barry kam 1978 nach Houston

Mit dem Umzug nach Houston endete die Ära Elvin Hayes’ bei den Rockets. Hayes, der bis dato beste Punktesammler der Rockets, wurde mitten in der NBA-Saison 1971/72 an die Baltimore Bullets verkauft. Mit dem Abgang des Star spielten die Rockets keine Rolle mehr bei der Vergabe der Playoff-Plätze. Erst 1975 folgte die zweite Playoffqualifikation, bei der sie in der zweiten Runde gegen die Boston Celtics verloren, nachdem sie ab der Saison 1972/73 in die Central Division der Eastern Conference versetzt worden waren.
1976 konnte Moses Malone von den Buffalo Braves verpflichtet
werden und das Team qualifizierte sich 1977 wieder für die Playoffs. Die Rockets schieden jedoch in der zweiten Runde gegen die Philadelphia 76ers um Julius Erving aus. Die kommenden Jahre waren von Mittelmäßigkeit geprägt. 1978 wurde die NBA-Legende Rick Barry verpflichtet, der jedoch seinen Zenit bereits überschritten hatte. Nach einer schwachen Saison 1977/78 mit nur 28 Siegen steigerten sie sich in der NBA-Saison 1978/79 auf 47 Siege. Moses Malone erhielt für seine Leistungen die MVP-Auszeichnung.
Mit dem Eintritt der Dallas Mavericks 1980 wurden die Houston Rockets von der Eastern Conference in die Western Conference verlegt. Trotz einer durchwachsenen Saison, in der sie nur vierzig Spiele gewinnen konnten, erreichten die Rockets 1981 nach Playoff-Siegen gegen die Los Angeles Lakers, San Antonio Spurs und Kansas City Kings erstmals das NBA-Finale. Dort unterlagen sie den von Larry Bird angeführten Boston Celtics in sechs Spielen. 1981 holten die Rockets den bereits 36 Jahre alten Ex-Star Elvin Hayes zurück. Houston qualifizierte sich erneut für die Playoffs, Moses Malone gewann seine zweite MVP-Trophäe, jedoch war dieses Mal bereits nach der ersten Runde Schluss. Nach dem Ausscheiden verließ Malone die Rockets in Richtung Philadelphia 76ers und die Rockets leiteten den Neuaufbau ein.

### Twin Towers (1983–1987)

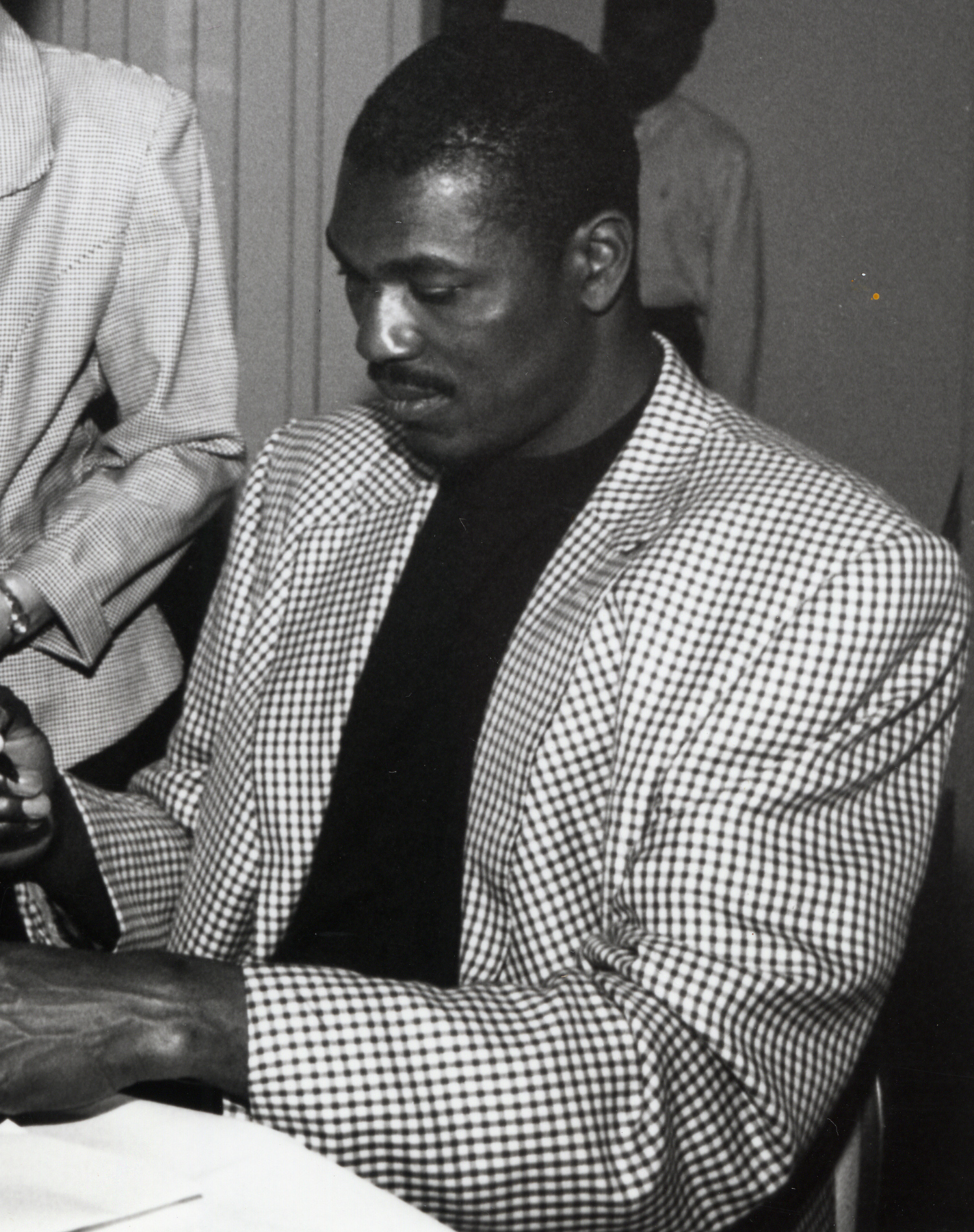
Center Hakeem Olajuwon

Mit nur 14 Siegen in der NBA-Saison 1982/83 gewannen die Rockets das Erstwahlrecht beim NBA-Draft 1983. Ausgewählt wurde der extrem talentierte Center Ralph Sampson, der mit 21 Punkten und elf Rebounds pro Spiel zum Rookie of the Year ausgezeichnet wurde. Die Rockets steigerten ihre Bilanz von 14 auf 29 Siege. Im NBA-Draft 1984 erhielten die Rockets erneut das erste Wahlrecht und verwendeten es für den nigerianischen Center Hakeem Olajuwon. Das Duo Sampson und Olajuwon wurde, aufgrund ihrer Größe (Sampson: 2,24 m, Olajuwon: 2,13 m) und Dominanz, ehrfürchtig „Twin Towers“ genannt. Mit der Ankunft Olajuwon qualifizierten sich die Rockets wieder für die Playoffs, schieden jedoch in der ersten Runde aus. Ein Jahr darauf 1986 erreichten die jungen Rockets das Finale. Erneut musste man sich den Boston Celtics um Larry Bird und Kevin McHale geschlagen geben. Bostons Head Coach K. C. Jones prophezeite den „Twin Towers“ und den Rockets eine goldene Ära und bezeichnete das Duo Olajuwon und Sampson als „New Monster on the Block“. In der darauffolgenden Saison verletzte Sampson sich schwer und fiel die Hälfte der Saison aus. Mit Olajuwon allein konnte das Team den Vorjahreserfolg nicht wiederholen und schied in den Playoffs 1987 gegen die Seattle SuperSonics vorzeitig aus.

### Neuaufbau mit Olajuwon (1988–1992)
Sampson konnte sich nie gänzlich von seiner Verletzung erholen und büßte viel von seiner Athletik ein. Seine Werte fielen von durchschnittlich 20 Punkten und 11 Rebounds pro Spiel auf 15 Punkte und neun Rebounds. Die Verantwortlichen zogen die Konsequenzen und schickten Sampson während der NBA-Saison 1987/88 zu den Golden State Warriors. Auch dort und bei anderen Teams konnte Sampson aufgrund chronischer Knieverletzungen nie an seine Leistungen zu Karrierebeginn anknüpfen und beendete 1992 im Alter von 31 Jahren seine NBA-Laufbahn. Die Rockets standen seit diesem Tage vor einem Neuaufbau. Wichtige Spieler aus dem NBA-Finale von 1986 verließen die Mannschaft oder beendeten ihre Karriere. Trotz neuer Verpflichtungen wie Kenny Smith, Otis Thorpe und Vernon Maxwell sowie regelmäßiger Qualifikation für die Playoffs schied die Mannschaft ebenso regelmäßig in der ersten Runde aus. 1992 verpassten die Rockets die Playoffs.

### Topteam und NBA-Meisterschaften (1993–2001)

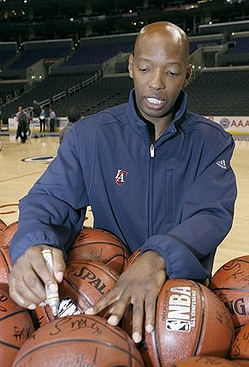
Sam Cassell kam 1993 zu den Rockets

Nach einem mittelmäßigen Start in die NBA-Saison 1991/92 entließ das Rockets-Management Trainer Don Chaney, an seiner Stelle übernahm der ehemalige Rockets-Spieler Rudy Tomjanovich das Traineramt. Im NBA-Draft 1992 zogen die Rockets mit Robert Horry einen wichtigen Spieler für die Zukunft. Im Draft von 1993 verpflichteten sie Sam Cassell und Mario Elie. 1993 wurden die Houston Rockets für 85 Millionen US-Dollar von Leslie Alexander aufgekauft.
Die NBA-Saison 1993/94 stellte einen entscheidenden Wendepunkt für die Rockets dar. Michael Jordan beendete seine Karriere und der Champion der letzten drei Jahre, die Chicago Bulls, war ohne Jordan nicht mehr dominant. Die Houston Rockets schlossen die Saison mit 58 Siegen ab und wurden hinter den Seattle SuperSonics zweiter in der Western Conference. Hakeem Olajuwon wurde für seine Leistungen mit dem MVP-Award ausgezeichnet. In den Playoffs schieden die SuperSonics in der ersten Runde überraschend gegen die Denver Nuggets aus, damit war der stärkste Gegner der Rockets bereits eliminiert. Nach Siegen gegen die Portland Trail Blazers, Phoenix Suns und gegen die Utah Jazz trafen die Rockets im NBA-Finale auf die New York Knicks um Star-Center Patrick Ewing. In einer engen Begegnung, die über sieben Spiele ging, setzten sich die Rockets als Sieger durch und gewannen ihre erste NBA-Meisterschaft.
Mitten in der NBA-Saison 1994/95 schickten die Rockets Forward Otis Thorpe zu den Portland Trail Blazers, im Austausch kam Starspieler und Olajuwons Freund Clyde Drexler nach Houston. Trotz einer vergleichsweise schwachen Saison, in der Houston nur die sechstbeste Bilanz im Westen aufwies, überstanden die Rockets die erste Runde gegen die Utah Jazz. Nach weiteren knappen Serien gegen die Phoenix Suns und die San Antonio Spurs erreichten die Rockets erneut das NBA-Finale. Dort trafen sie auf die junge und aufstrebende Mannschaft der Orlando Magic. Die Magic galten dank ihrer Saisonbilanz und der jungen Stars Shaquille O’Neal und Penny Hardaway als Favorit. Doch die Rockets überraschten die Experten, gewannen alle vier Spiele und damit ihre zweite Meisterschaft in Folge.
Mit der Rückkehr Michael Jordans endete die Serienmeisterschaft der Rockets. Bei den Playoffs 1996 schieden die Rockets in der zweiten Runde aus. Während der NBA-Saison 1996/97 fädelten die Rockets eine Topverpflichtung ein und holten sich Superstar Charles Barkley aus Phoenix. Im Gegenzug wechselten Robert Horry und Sam Cassell nach Arizona. Mit dem Triumvirat Olajuwon, Drexler und Barkley galten die Rockets wieder als Titelfavorit und schlossen die Saison mit 57 Siegen ab. In den Playoffs 1997 erreichten sie erneut die Western Conference Finals, schieden jedoch gegen die von Karl Malone und John Stockton angeführten Utah Jazz aus. Die Saison darauf verlief deutlich schlechter und die Rockets qualifizierten sich nur als achtbeste Mannschaft der Western Conference für die Playoffs. Erneut kam das Aus gegen die Jazz, diesmal bereits in der ersten Runde. Nach dem Ausscheiden beendete Clyde Drexler seine NBA-Karriere.
Nach dem Lockout während der NBA-Saison 1998/99 fielen die Chicago Bulls auseinander. Die Houston Rockets verpflichteten Scottie Pippen von den Bulls als Ersatz für den zurückgetretenen Drexler. Von den verbliebenen 50 Spielen gewannen die Rockets 31. In den Playoffs kam jedoch erneut das frühe Aus gegen die Lakers. Nach der Saison verließ Pippen die Mannschaft in Richtung Portland. Die Saison 1999/00 war die letzte Saison von Barkley im Rockets-Trikot. Er trat nach der Saison zurück. Der mittlerweile 37-jährige Olajuwon spielte nur noch die Hälfte der Saison mit. Die Rockets verpassten erstmals wieder die Playoffs. Neuer Star der Mannschaft war der Rookie Steve Francis, der nach dem NBA-Draft 1999 von den Vancouver Grizzlies verpflichtet wurde. Francis wurde für seine Leistung, gemeinsam mit Elton Brand, mit dem Co-Rookie-of-the-Year-Award bedacht.

### Yao-Ming-Ära (2002–2011)

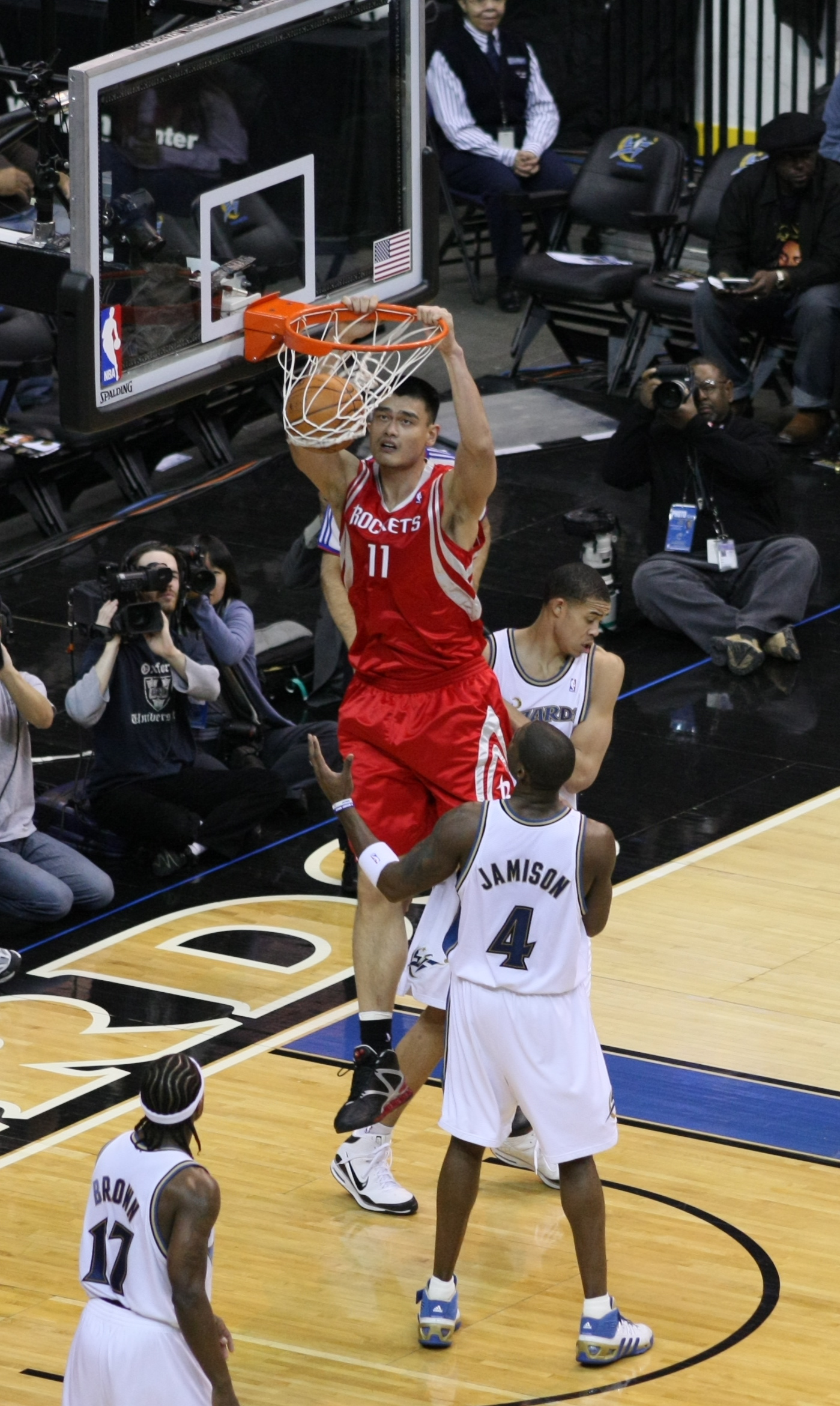
Center Yao Ming

Nach der NBA-Saison 2000/01 verließ Olajuwon die Houston Rockets und wechselte zu den Toronto Raptors, wo er ein Jahr später seine Karriere beendete. Die Rockets bauten mittlerweile auf die jungen Spieler Steve Francis und Cuttino Mobley. Im NBA-Draft 2002 gewannen die Rockets die Draft-Lottery und durften als erste Mannschaft wählen. Die Wahl fiel auf den 2,29 m großen chinesischen Center Yao Ming. Nach einer mittelmäßigen Saison, in der die Playoffs verpasst wurden, trat Head Coach Tomjanovich zurück. Seine Stelle übernahm Jeff Van Gundy. Mit Francis, Mobley und Ming sollte eine neue Dynastie begründet werden, die Rockets qualifizierten sich jedoch erst 2004 wieder für die Playoffs und schieden da gegen die Lakers aus.
Steve Francis wurde im Sommer 2004 mit Mobley für Tracy McGrady nach Orlando abgegeben. McGrady, einer der besten Spieler der Liga zu jener Zeit, sollte mit Ming ein neues Gespann bilden. Das Team verbesserte sich merklich, scheiterte jedoch in der ersten Playoff-Runde gegen die Dallas Mavericks. Ein Jahr später endete die Saison im Desaster, als Ming und McGrady verletzungsbedingt die halbe Saison verpassten. Mit nur 34 Siegen wurden die Playoffs verpasst. Dennoch erholten sich die Rockets schnell und qualifizierten sich in den kommenden drei Jahren regelmäßig für die Playoffs. Yao Ming entwickelte sich zu einem der besten Center in der NBA. Nach dem Aus in der ersten Runde 2007 wurde Van Gundy durch Rick Adelman ersetzt. In der NBA-Saison 2007/08 stellten die Rockets eine Serie von 22 Siegen auf. Dies ist die drittlängste Siegesserie überhaupt in der Geschichte der NBA. Sie erreichten in diesen Jahren jedoch nie mehr als die zweite Playoff-Runde.
Bei der Saisonvorbereitung zur NBA-Saison 2009/10 verletzte sich Yao Ming so schwer, dass er für die gesamte Saison ausfiel. Auch Tracy McGrady verletzte sich schwer und spielte unregelmäßig. Mit den beiden Dauerverletzten verfehlten die Rockets die Playoffs 2010. McGrady wurde während der Saison zu den New York Knicks geschickt, im Gegenzug erhielten die Rockets Kevin Martin von den Sacramento Kings. Aaron Brooks gewann am Ende der Saison den NBA Most Improved Player Award.
In der NBA-Saison 2010/11 kehrte Yao Ming nach fast einjähriger Pause wieder in den Rockets-Kader zurück. Ming erlitt jedoch bereits im fünften Saisonspiel einen Ermüdungsbruch im linken Fußknöchel. Trotz denkbar schlechter Prognose schafften es die Rockets dank Kevin Martin und Luis Scola die Saison zumindest mit einer positiven Bilanz abzuschließen, wenn sie auch nicht die Playoffs erreichten. Am 20. Juli 2011 erklärte Yao Ming aus gesundheitlichen Gründen seinen Rücktritt aus dem professionellen Basketballsport.

### Die James-Harden-Ära (2012 bis 2020)

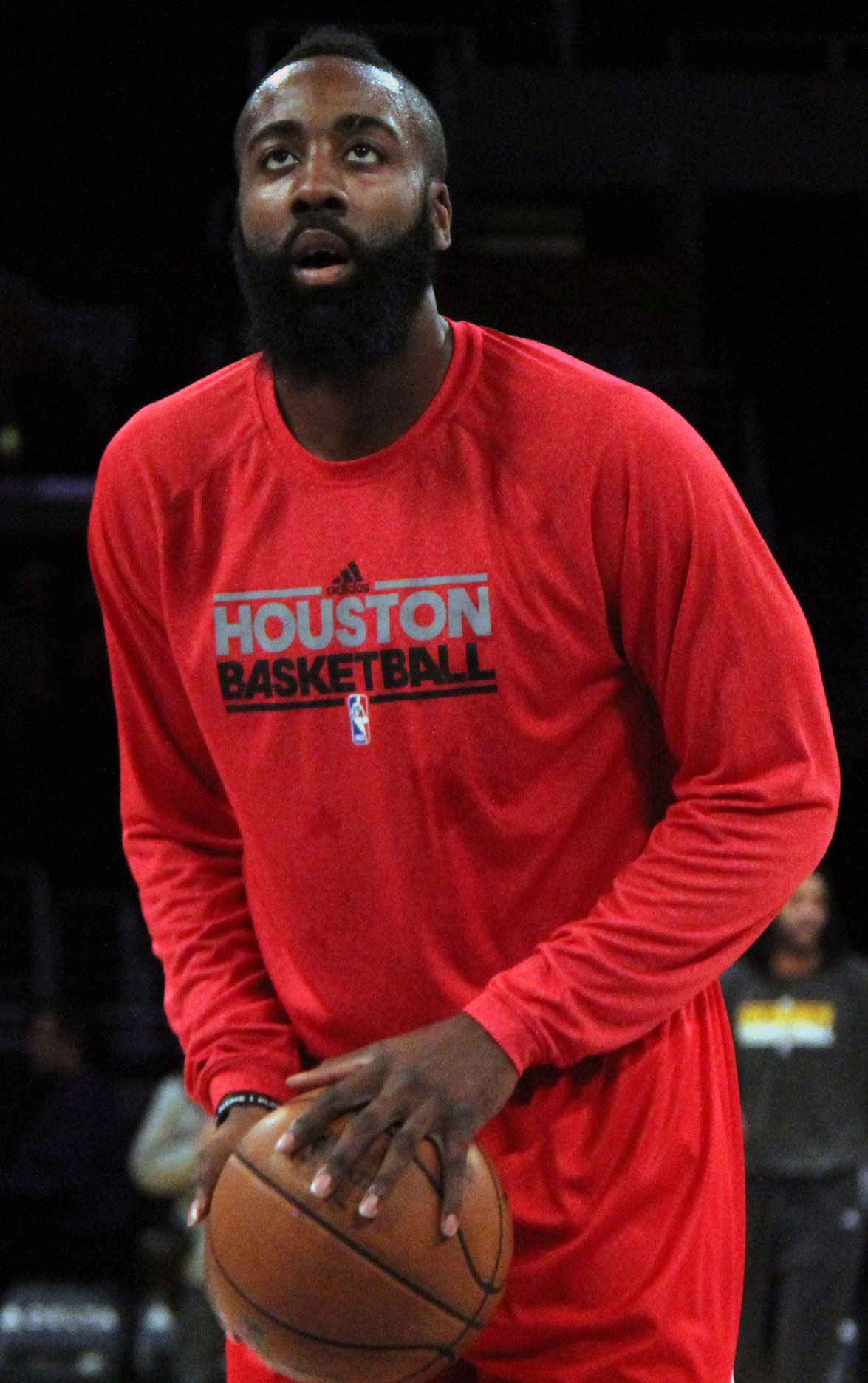
Guard James Harden

Mit dem Rücktritt von Ming begann der Umbruch der Mannschaft. Während der NBA-Saison 2010/11 wurden Shane Battier und Aaron Brooks abgegeben. Im Gegenzug kamen unter anderem Hasheem Thabeet und Goran Dragic nach Houston. Jedoch verpassten die Rockets die Playoffs knapp. Nach der Saison verließ Adelman das Team und Kevin McHale wurde als neuer Trainer engagiert. Die Playoffs wurden in der NBA-Saison 2011/12 dennoch erneut verpasst.
Im Sommer 2012 verließen Schlüsselspieler wie Luis Scola, Kyle Lowry, Marcus Camby und Goran Dragic die Mannschaft. Die Rockets verpflichteten Ömer Aşık und Jeremy Lin. Die Rockets hatten mit Jeremy Lamb, Royce White und Terrence Jones drei Erstrundenpicks, sowie mit Donatas Motiejunas, den vierten Rookie für die neue Saison. Kurz vor Beginn der Saison 2012/13 wurden Jeremy Lamb und Kevin Martin zu den Oklahoma City Thunder abgegeben. Im Gegenzug wechselte unter anderem der amtierende Six Man of the Year James Harden nach Houston.
Am 5. Februar 2013 stellten die Rockets in der Partie gegen die Golden State Warriors mit 23 erfolgreichen Drei-Punkte-Würfen den bisherigen NBA-Rekord der Orlando Magic aus dem Jahr 2009 ein. In den Playoffs trafen die Rockets in der ersten Runde auf die favorisierten Thunder aus Oklahoma. Gegen diese schieden die Rockets nach sechs Spielen mit 2:4 Siegen aus. Harden stieg in Houston zum Star auf und wurde zum All-Star gewählt. Mit 25,9 Punkten pro Spiel war er der fünftbeste Punktesammler der NBA.
Zur Saison 2013/14 wurde der damals wohl beste Center der Liga, Dwight Howard, nach nur einer Saison von den Los Angeles Lakers verpflichtet. Der 27-Jährige erhielt bei den Rockets einen Vertrag über vier Jahre und umgerechnet 68 Millionen Euro. Mit Howard und Harden stellten die Rockets gleich zwei All-Stars eingeladen. Das Team erreichte 54 Siege bei 28 Niederlagen, schied aber trotz Heimvorteil in der ersten Playoff-Runde gegen die Portland Trail Blazers mit 2:4 aus.
Während des Sommers 2014 verließ Chandler Parsons das Team und wechselte zu den Dallas Mavericks. Als Ersatz wurde Trevor Ariza von den Washington Wizards verpflichtet. Als Backup sollte Kostas Papanikolaou das Flügelspiel variabler gestalten. Der Grieche kam vom spanischen Meister FC Barcelona. Im Dezember 2014 verpflichteten die Rockets Forward Josh Smith, der kurz zuvor von den Detroit Pistons entlassen wurde. Zudem wurde bereits einige Tage zuvor Corey Brewer von den Minnesota Timberwolves verpflichtet. In den Playoffs konnte die Mannschaft unter der Führung von Harden bis ins Finale der Western Conference vordringen und schlugen die Dallas Mavericks in der ersten Runde und die Los Angeles Clippers in der zweiten Runde. In den Western Conference Finals unterlagen die Rockets jedoch den Golden State Warriors mit 1:4.
Während der Sommerpause verstärkten sich die Rockets mit Point Guard Ty Lawson von den Denver Nuggets, gingen aber sonst mit dem nahezu gleichen Kader in die neue Saison. Nach einem schwachen Start in die Saison 2015/16 wurde Trainer Kevin McHale nach elf Spielen entlassen. Als Ersatz fungierte der bisherige Assistenztrainer J. B. Bickerstaff. Die reguläre Saison beendete man enttäuschend mit einer ausgeglichenen 41:41-Bilanz auf Platz 8 der Western Conference und schied in der ersten Playoff-Runde gegen die Golden State Warriors – wie im Vorjahr – mit 1:4 aus.
Anfang Juni 2016 verpflichteten die Rockets Mike D’Antoni als neuen Headcoach. Dwight Howard verließ die Rockets nach drei Jahren und wechselte zu den Atlanta Hawks. Neuverpflichtet wurden dagegen Eric Gordon und Ryan Anderson, die von den New Orleans Pelicans kamen. Zum Ende der Trade-Deadline wurde in der Mitte der Saison auch noch Lou Williams von den Los Angeles Lakers verpflichtet. Im Gegenzug wechselten Corey Brewer und Tyler Ennis nach Los Angeles. K.J. McDaniels wurde zudem zu den Brooklyn Nets getradet. Die Rockets erspielten sich 55 Siege und belegte den dritten Rang in der Western Conference. Nach einem ungefährdeten 4:1-Sieg in der ersten Runde gegen die Oklahoma City Thunder unterlag man im Conference-Halbfinale den San Antonio Spurs mit 2:4.
Im Juni 2017 verpflichteten die Rockets Point Guard Chris Paul von den Los Angeles Clippers. Im Gegenzug verließen unter anderem Patrick Beverley, Lou Williams und Montrezl Harrell das Team. In der Saison 2017/18 stellten die Rockets mit 65 Siegen und 17 Niederlagen die beste Bilanz in der Geschichte des Franchises auf. Als erstplatziertes Team der Western Conference erreichten sie die Playoffs, wo sie die Minnesota Timberwolves und die Utah Jazz mit jeweils 4 zu 1 Siegen bezwungen. In den Western Conference Finals traf man zum dritten Mal in vier Jahren auf die Golden State Warriors und unterlag im entscheidenden siebten Spiel mit 92:101 und damit 3:4-Siegen.
Geschwächt durch den Abgang wichtiger Defensivspieler wie Trevor Ariza und Luc Mbah a Moute verzeichneten die Rockets einen durchwachsenen Start in die Saison 2018/19 mit nur 11 Siegen bei 14 Niederlagen. Ab Januar stabilisierte sich das Team jedoch und gewann 20 seiner letzten 24 Spiele der Regular Season. Mit einer Bilanz von 53 Siegen und 29 Niederlagen beendeten die Rockets die Saison auf dem vierten Platz der Western Conference und besiegten in der ersten Runde der Playoffs die Utah Jazz mit 4 zu 1 Siegen. In der zweiten Runde traf man erneut auf die Golden State Warriors. Nachdem beide Teams jeweils ihre zwei Heimspiele gewonnen hatten, verloren die Rockets zwei knappe Duelle und mussten sich somit zum zweiten Mal in Folge und zum insgesamt vierten Mal in fünf Jahren den Golden State Warriors geschlagen geben.
Am 11. Juli 2019 verpflichteten die Rockets Russell Westbrook aus Oklahoma City im Tausch für Chris Paul und zukünftige Draftpicks. Dadurch hatte man zwei der letzten drei MVP der NBA im eigenen Roster. In der durch das Corona-Virus verkürzten NBA-Saison stand man bei der Unterbrechung am 10. März 2020 mit 40:24 Siegen auf Platz fünf, konnte aber in der NBA-Bubble in Orlando noch den vierten Platz erreichen. In Runde eins wartete ironischerweise mit den Oklahoma City Thunder der Trade-Partner des vergangenen Sommers, die Rockets gewannen knapp mit 4:3 Siegen. In der zweiten Runde unterlag man dem späteren Meister Los Angeles Lakers mit 1:4 Siegen, nachdem man das erste Spiel gewinnen konnte.

### Trade von Harden und Neuaufbau in der Lotterie (ab 2020)
Head Coach Mike d'Antoni trat kurz nach der verlorenen Serie gegen die Lakers nach vier Jahren zurück. Anderthalb Monate später verließ auch General Manager Daryl Morey nach dreizehn Jahren das Franchise. Am 2. Dezember 2020 tradeten die Rockets Russell Westbrook nach nur einem Jahr für John Wall nach Washington. Harden forderte, nachdem sich die sportliche Perspektive aufgrund verschiedener anderer Trades von Schlüsselspielern nicht verbesserte, einen Trade aus Houston heraus. Im Januar 2021 wurde ein Trade mit vier Teams abgeschlossen, der Harden zu den Brooklyn Nets schickte und u. a. Victor Oladipo sowie vier Erstrundenpicks der Nets nach Houston brachte. Die Rockets spielten eine schwache Saison und landeten mit lediglich 17 Siegen bei 55 Niederlagen auf dem letzten Platz im Westen. Sie verpassten nach 8 Jahren damit wieder die Playoffs. Im NBA-Draft 2021 konnte man mit dem zweiten Pick Jalen Green picken. Außerdem stieß Centertalent Alperen Sengün zu den Rockets. Nach einer erneut schwachen Saison 2021/22 mit nur 20 Siegen pickte Houston erneut hoch, mit dem dritten Pick 2022 wählte man Jabari Smith Jr. aus.
Die Saison 2024/25 verlief für die Rockets erfolgreich und man sicherte sich mit 52 Siegen Platz zwei im Westen. In der ersten Playoff-Runde traf man auf die Golden State Warriors um Steph Curry. Die Serie war hart umkämpft und wurde erst im siebten Spiel entschieden. Dieses gewannen die Warriors 103:89 und Houston schied damit aus.

## Aktueller Kader
| Nr. | Nat.               | Name             | Position      | Geburt     | Größe  | Info | College            |
| --- | ------------------ | ---------------- | ------------- | ---------- | ------ | ---- | ------------------ |
| 0   | Vereinigte Staaten | Aaron Holiday    | Guard         | 30.09.1996 | 183 cm |      | UCLA               |
| 1   | Vereinigte Staaten | Amen Thompson    | Guard/Forward | 30.01.2003 | 201 cm |      | Pine Crest (FL)    |
| 2   | Australien         | Jock Landale     | Center        | 25.10.1995 | 211 cm | R    | Saint Mary's       |
| 3   | Mali               | N'Faly Dante     | Center        | 19.10.2001 | 211 cm | G    | Oregon             |
| 4   | Vereinigte Staaten | Jalen Green      | Guard         | 09.02.2002 | 193 cm |      | Prolific Prep (CA) |
| 5   | Vereinigte Staaten | Fred VanVleet    | Guard         | 25.02.1994 | 183 cm |      | Wichita State      |
| 7   | Vereinigte Staaten | Cam Whitemore    | Forward       | 08.07.2004 | 201 cm |      | Villanova          |
| 8   | Vereinigte Staaten | Jae'Sean Tate    | Forward       | 28.10.1995 | 193 cm |      | Ohio State         |
| 9   | Kanada             | Dillon Brooks    | Guard/Forward | 22.01.1996 | 198 cm |      | Oregon             |
| 10  | Vereinigte Staaten | Jabari Smith Jr. | Forward       | 13.05.2003 | 211 cm |      | Auburn             |
| 12  | Neuseeland         | Steven Adams     | Center        | 20.07.1993 | 211 cm |      | Pittsburgh         |
| 15  | Vereinigte Staaten | Reed Sheppard    | Guard         | 24.06.2004 | 188 cm | R    | Kentucky           |
| 17  | Vereinigte Staaten | Tari Eason       | Forward       | 10.05.2001 | 203 cm |      | LSU                |
| 19  | Vereinigte Staaten | Nate Williams    | Guard/Forward | 12.02.1999 | 196 cm |      | Buffalo            |
| 21  | Vereinigte Staaten | David Roddy      | Forward       | 27.03.2001 | 193 cm | G    | Colorado State     |
| 28  | Turkei             | Alperen Şengün   | Center        | 25.07.2002 | 211 cm |      | Türkei             |
| 32  | Vereinigte Staaten | Jeff Green       | Forward       | 28.08.1986 | 203 cm |      | Georgetown         |
| 58  | Australien         | Jack McVeigh     | Forward       | 27.06.1996 | 203 cm | R G  | Nebraska           |

| Nat.               | Name            | Position       |
| ------------------ | --------------- | -------------- |
| Vereinigte Staaten | Ime Udoka       | Head Coach     |
| Vereinigte Staaten | Cameron Hodges  | Assistenzcoach |
| Vereinigte Staaten | Royal Ivey      | Assistenzcoach |
| Vereinigte Staaten | Garrett Jackson | Assistenzcoach |
| Vereinigte Staaten | Mike Moser      | Assistenzcoach |
| Vereinigte Staaten | Ben Sullivan    | Assistenzcoach |
| Vereinigte Staaten | Will Dunn       | Assistenzcoach |

| Abk. | Bedeutung                       |
| ---- | ------------------------------- |
| Nr.  | Trikotnummer                    |
| Nat. | Nationalität                    |
| C    | Mannschaftskapitän              |
| R    | Rookie                          |
| FA   | Free Agent                      |
| G    | Two-way contract                |
|      | Verletzungsbedingte Inaktivität |

## Ehrungen und nennenswerte Leistungen

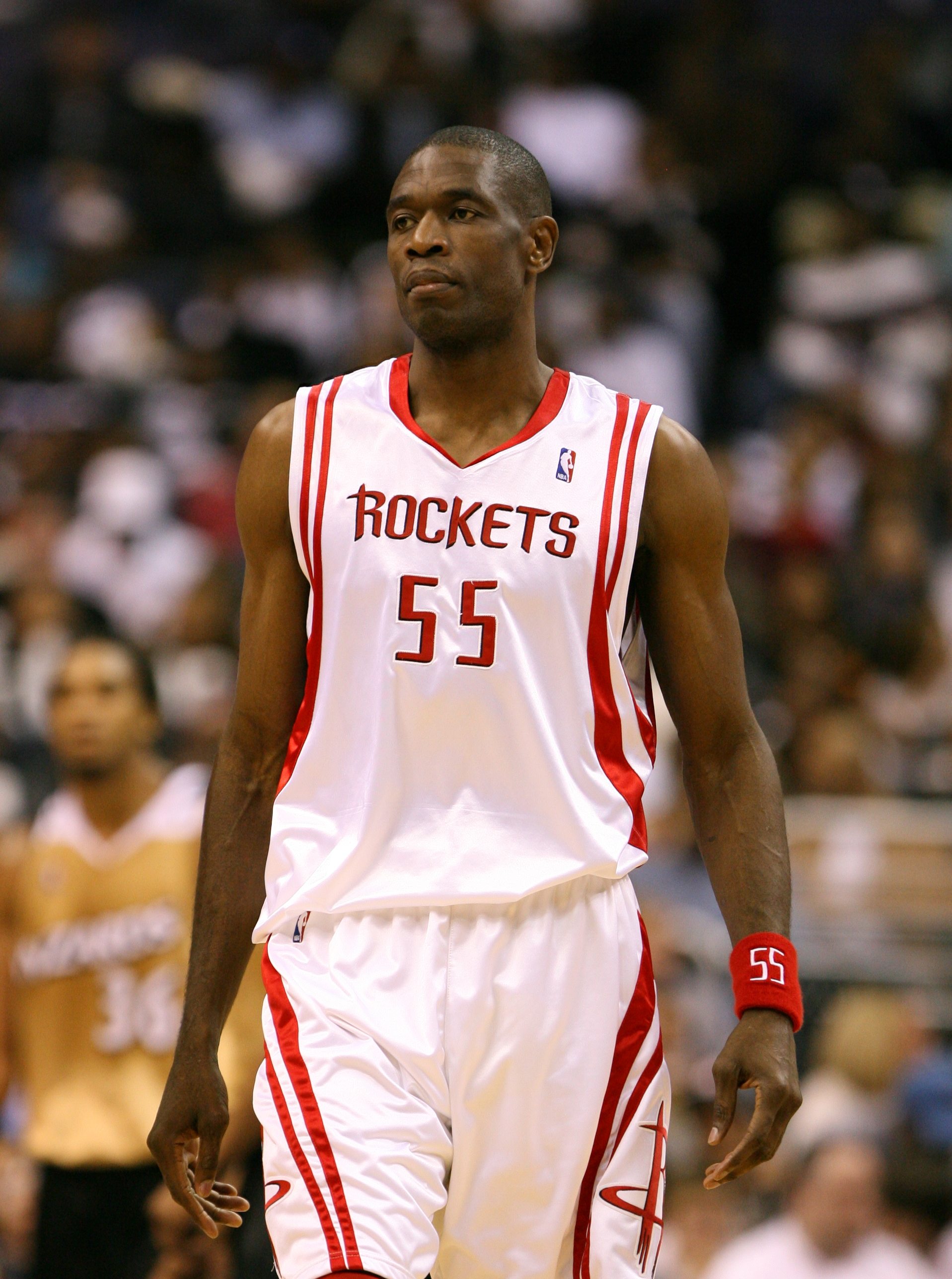
Dikembe Mutombo im Trikot der Rockets

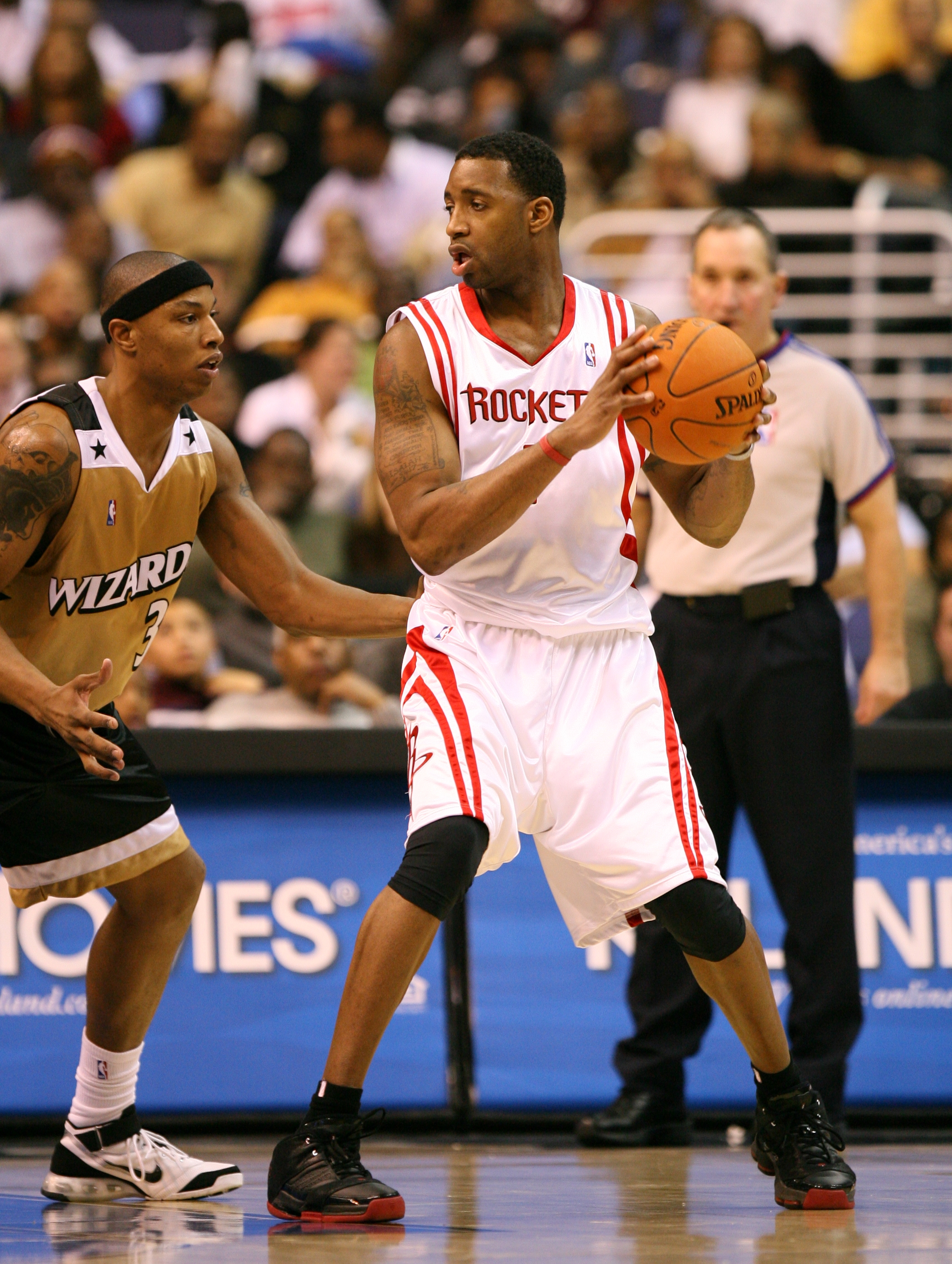
Tracy McGrady spielte von 2004 bis 2010 für die Rockets

| Nr. | Nat.                | Name             | Position                         | Zeit                |
| --- | ------------------- | ---------------- | -------------------------------- | ------------------- |
| 11  | China Volksrepublik | Yao Ming         | Center                           | 2002–2011           |
| 13  | Vereinigte Staaten  | James Harden     | Guard                            | 2012–2021           |
| 22  | Vereinigte Staaten  | Clyde Drexler    | Guard                            | 1995–1998           |
| 23  | Vereinigte Staaten  | Calvin Murphy    | Guard                            | 1970–1983           |
| 24  | Vereinigte Staaten  | Moses Malone     | Center                           | 1976–1982           |
| 34  | Vereinigte Staaten  | Hakeem Olajuwon  | Center                           | 1984–2001           |
| 45  | Vereinigte Staaten  | Rudy Tomjanovich | Forward Trainer                  | 1970–1981 1991–2003 |
| CD  | Vereinigte Staaten  | Carroll Dawson   | Assistant Coach, General Manager | 1979–2007           |

| Name             | aktueller Verein     |
| ---------------- | -------------------- |
| James Harden     | Los Angeles Clippers |
| Dwight Howard    | Karriere beendet     |
| Ron Artest       | Karriere beendet     |
| Charles Barkley  | Karriere beendet     |
| Rick Barry       | Karriere beendet     |
| Sam Cassell      | Karriere beendet     |
| Sleepy Floyd     | Karriere beendet     |
| Steve Francis    | Karriere beendet     |
| Elvin Hayes      | Karriere beendet     |
| Robert Horry     | Karriere beendet     |
| Moses Malone     | † 2015               |
| Vernon Maxwell   | Karriere beendet     |
| Tracy McGrady    | Karriere beendet     |
| Cuttino Mobley   | Karriere beendet     |
| Dikembe Mutombo  | Karriere beendet     |
| Chandler Parsons | Karriere beendet     |
| Chris Paul       | Phoenix Suns         |
| Scottie Pippen   | Karriere beendet     |
| Robert Reid      | Karriere beendet     |
| Ralph Sampson    | Karriere beendet     |
| Luis Scola       | Olimpia Milano       |
| Kenny Smith      | Karriere beendet     |
| Yao Ming         | Karriere beendet     |
| Otis Thorpe      | Karriere beendet     |

## Statistiken
| Jahr              | Siege:Niederlagen | Siege [%]         | Play-offs                                                                |                   |                   |                   |                   |                   |                   |                   |
| San Diego Rockets | San Diego Rockets | San Diego Rockets | San Diego Rockets                                                        | San Diego Rockets | San Diego Rockets | San Diego Rockets | San Diego Rockets | San Diego Rockets | San Diego Rockets | San Diego Rockets |
| ----------------- | ----------------- | ----------------- | ------------------------------------------------------------------------ | ----------------- | ----------------- | ----------------- | ----------------- | ----------------- | ----------------- | ----------------- |
| 1967/68           | 15:67             | 18,3              | Nicht für die Play-offs qualifiziert                                     |                   |                   |                   |                   |                   |                   |                   |
| 1968/69           | 37:45             | 46,1              | 2:4 in den Western Division-Halbfinals gegen die Atlanta Hawks           |                   |                   |                   |                   |                   |                   |                   |
| 1969/70           | 27:55             | 32,9              | Nicht für die Play-offs qualifiziert                                     |                   |                   |                   |                   |                   |                   |                   |
| 1970/71           | 40:42             | 48,8              | Nicht für die Play-offs qualifiziert                                     |                   |                   |                   |                   |                   |                   |                   |
| Houston Rockets   |                   |                   |                                                                          |                   |                   |                   |                   |                   |                   |                   |
| 1971/72           | 34:48             | 41,5              | Nicht für die Play-offs qualifiziert                                     |                   |                   |                   |                   |                   |                   |                   |
| 1972/73           | 33:49             | 40,2              | Nicht für die Play-offs qualifiziert                                     |                   |                   |                   |                   |                   |                   |                   |
| 1973/74           | 32:50             | 39,0              | Nicht für die Play-offs qualifiziert                                     |                   |                   |                   |                   |                   |                   |                   |
| 1974/75           | 41:41             | 50,0              | 1:4 in den Eastern Conference-Halbfinals gegen die Boston Celtics        |                   |                   |                   |                   |                   |                   |                   |
| 1975/76           | 40:42             | 48,8              | Nicht für die Play-offs qualifiziert                                     |                   |                   |                   |                   |                   |                   |                   |
| 1976/77           | 49:33             | 59,8              | 2:4 in den Eastern Conference-Finals gegen die Philadelphia 76ers        |                   |                   |                   |                   |                   |                   |                   |
| 1977/78           | 28:54             | 34,1              | Nicht für die Play-offs qualifiziert                                     |                   |                   |                   |                   |                   |                   |                   |
| 1978/79           | 47:35             | 57,3              | 0:2 in der ersten Runde gegen die Atlanta Hawks                          |                   |                   |                   |                   |                   |                   |                   |
| 1979/80           | 41:41             | 50,0              | 0:4 in den Eastern Conference-Halbfinals gegen die Boston Celtics        |                   |                   |                   |                   |                   |                   |                   |
| 1980/81           | 40:42             | 48,8              | 2:4 in den NBA-Finals gegen die Boston Celtics                           |                   |                   |                   |                   |                   |                   |                   |
| 1981/82           | 46:36             | 56,1              | 1:2 in der ersten Runde gegen die Seattle SuperSonics                    |                   |                   |                   |                   |                   |                   |                   |
| 1982/83           | 14:68             | 17,1              | Nicht für die Play-offs qualifiziert                                     |                   |                   |                   |                   |                   |                   |                   |
| 1983/84           | 29:53             | 35,4              | Nicht für die Play-offs qualifiziert                                     |                   |                   |                   |                   |                   |                   |                   |
| 1984/85           | 48:34             | 58,5              | 1:2 in der ersten Runde gegen den Utah Jazz                              |                   |                   |                   |                   |                   |                   |                   |
| 1985/86           | 51:31             | 62,2              | 2:4 in den NBA-Finals gegen die Boston Celtics                           |                   |                   |                   |                   |                   |                   |                   |
| 1986/87           | 42:40             | 51,2              | 2:4 in den Western Conference-Halbfinals gegen die Seattle SuperSonics   |                   |                   |                   |                   |                   |                   |                   |
| 1987/88           | 46:36             | 56,1              | 1:3 in der ersten Runde gegen die Dallas Mavericks                       |                   |                   |                   |                   |                   |                   |                   |
| 1988/89           | 45:37             | 54,9              | 1:3 in der ersten Runde gegen die Seattle SuperSonics                    |                   |                   |                   |                   |                   |                   |                   |
| 1989/90           | 41:41             | 50,0              | 1:3 in der ersten Runde gegen die Los Angeles Lakers                     |                   |                   |                   |                   |                   |                   |                   |
| 1990/91           | 52:30             | 63,4              | 0:3 in der ersten Runde gegen die Los Angeles Lakers                     |                   |                   |                   |                   |                   |                   |                   |
| 1991/92           | 42:40             | 51,2              | Nicht für die Play-offs qualifiziert                                     |                   |                   |                   |                   |                   |                   |                   |
| 1992/93           | 55:27             | 67,1              | 3:4 in den Western Conference-Halbfinals gegen die Seattle SuperSonics   |                   |                   |                   |                   |                   |                   |                   |
| 1993/94           | 58:24             | 70,7              | NBA-Meister mit 4:3 gegen die New York Knicks                            |                   |                   |                   |                   |                   |                   |                   |
| 1994/95           | 47:35             | 57,3              | NBA-Meister mit 4:0 gegen die Orlando Magic                              |                   |                   |                   |                   |                   |                   |                   |
| 1995/96           | 48:34             | 58,5              | 0:4 in den Western Conference-Halbfinals gegen die Seattle SuperSonics   |                   |                   |                   |                   |                   |                   |                   |
| 1996/97           | 57:25             | 69,5              | 2:4 in den Western Conference-Finals gegen den Utah Jazz                 |                   |                   |                   |                   |                   |                   |                   |
| 1997/98           | 41:41             | 50,0              | 2:3 in der ersten Runde gegen den Utah Jazz                              |                   |                   |                   |                   |                   |                   |                   |
| 1998/99           | 31:19             | 62,0              | 1:3 in der ersten Runde gegen die Los Angeles Lakers                     |                   |                   |                   |                   |                   |                   |                   |
| 1999/00           | 34:48             | 41,5              | Nicht für die Play-offs qualifiziert                                     |                   |                   |                   |                   |                   |                   |                   |
| 2000/01           | 45:37             | 54,9              | Nicht für die Play-offs qualifiziert                                     |                   |                   |                   |                   |                   |                   |                   |
| 2001/02           | 28:54             | 34,1              | Nicht für die Play-offs qualifiziert                                     |                   |                   |                   |                   |                   |                   |                   |
| 2002/03           | 43:39             | 52,4              | Nicht für die Play-offs qualifiziert                                     |                   |                   |                   |                   |                   |                   |                   |
| 2003/04           | 45:37             | 54,9              | 1:4 in der ersten Runde gegen die Los Angeles Lakers                     |                   |                   |                   |                   |                   |                   |                   |
| 2004/05           | 51:31             | 62,2              | 3:4 in der ersten Runde gegen die Dallas Mavericks                       |                   |                   |                   |                   |                   |                   |                   |
| 2005/06           | 34:48             | 41,5              | Nicht für die Play-offs qualifiziert                                     |                   |                   |                   |                   |                   |                   |                   |
| 2006/07           | 52:30             | 63,4              | 3:4 in der ersten Runde gegen den Utah Jazz                              |                   |                   |                   |                   |                   |                   |                   |
| 2007/08           | 55:27             | 67,1              | 2:4 in der ersten Runde gegen den Utah Jazz                              |                   |                   |                   |                   |                   |                   |                   |
| 2008/09           | 53:29             | 64,6              | 3:4 in den Western Conference-Halbfinals gegen die Los Angeles Lakers    |                   |                   |                   |                   |                   |                   |                   |
| 2009/10           | 42:40             | 51,2              | Nicht für die Play-offs qualifiziert                                     |                   |                   |                   |                   |                   |                   |                   |
| 2010/11           | 43:39             | 52,4              | Nicht für die Play-offs qualifiziert                                     |                   |                   |                   |                   |                   |                   |                   |
| 2011/12           | 34:32             | 51,5              | Nicht für die Play-offs qualifiziert                                     |                   |                   |                   |                   |                   |                   |                   |
| 2012/13           | 45:37             | 54,9              | 2:4 in der ersten Runde gegen den Oklahoma City Thunder                  |                   |                   |                   |                   |                   |                   |                   |
| 2013/14           | 54:28             | 65,9              | 2:4 in der ersten Runde gegen die Portland Trail Blazers                 |                   |                   |                   |                   |                   |                   |                   |
| 2014/15           | 56:26             | 68,3              | 1:4 in den Western Conference-Finals gegen die Golden State Warriors     |                   |                   |                   |                   |                   |                   |                   |
| 2015/16           | 41:41             | 50,0              | 1:4 in der ersten Runde gegen die Golden State Warriors                  |                   |                   |                   |                   |                   |                   |                   |
| 2016/17           | 55:27             | 67,1              | 2:4 in den Western Conference-Halbfinals gegen die San Antonio Spurs     |                   |                   |                   |                   |                   |                   |                   |
| 2017/18           | 65:17             | 79,3              | 3:4 in den Western Conference-Finals gegen die Golden State Warriors     |                   |                   |                   |                   |                   |                   |                   |
| 2018/19           | 53:29             | 64,6              | 2:4 in den Western Conference-Halbfinals gegen die Golden State Warriors |                   |                   |                   |                   |                   |                   |                   |
| 2019/20           | 44:28             | 61,1              | 1:4 in den Western Conference-Halbfinals gegen die Los Angeles Lakers    |                   |                   |                   |                   |                   |                   |                   |
| 2020/21           | 17:55             | 23,6              | Nicht für die Play-offs qualifiziert                                     |                   |                   |                   |                   |                   |                   |                   |
| 2021/22           | 20:62             | 24,4              | Nicht für die Play-offs qualifiziert                                     |                   |                   |                   |                   |                   |                   |                   |
| 2022/23           | 22:60             | 26,8              | Nicht für die Play-offs qualifiziert                                     |                   |                   |                   |                   |                   |                   |                   |
| 2023/24           | 41:41             | 50,0              | Nicht für die Play-offs qualifiziert                                     |                   |                   |                   |                   |                   |                   |                   |
| 2024/25           | 52:30             | 63,4              | 3:4 in der ersten Runde gegen die Golden State Warriors                  |                   |                   |                   |                   |                   |                   |                   |
| Gesamt            | 2421:2267         | 51,6              | 161:168 in den Play-offs (48,9 %) – 2 NBA-Meisterschaften                |                   |                   |                   |                   |                   |                   |                   |